# Kanton Lyon-IV
Kanton Lyon-IV (francouzsky Canton de Lyon-IV) je francouzský kanton v departementu Rhône v regionu Rhône-Alpes. Zahrnuje 9. městský obvod města Lyonu.